# Huddersfield (film)

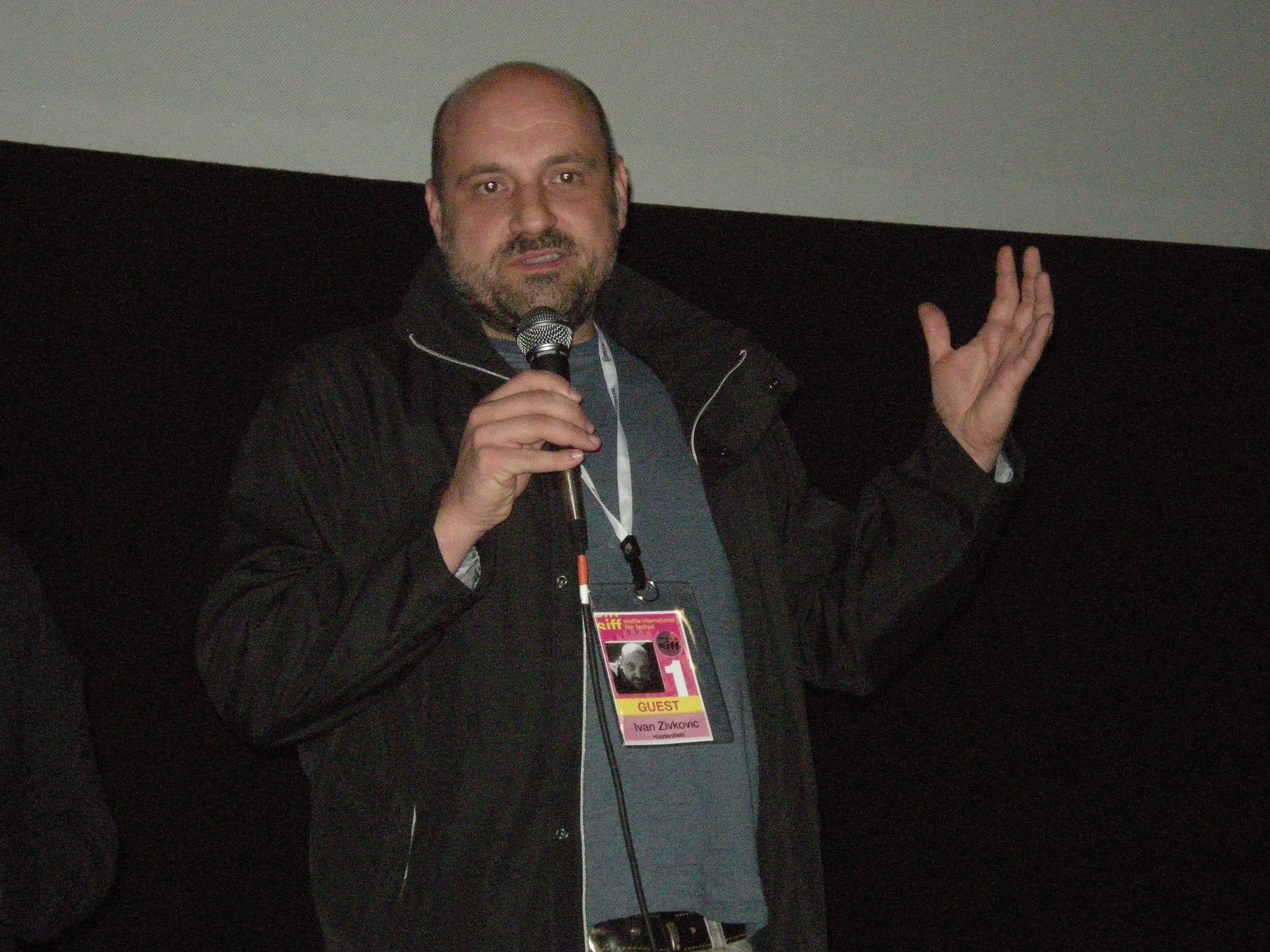
Reżyser Ivan Živković na premierze filmu w Seattle (2008)

Huddersfield (serb. Хадерсфилд) – serbski film fabularny z roku 2007 w reżyserii Ivana Živkovicia.

## Fabuła
Akcja filmu rozgrywa się w małym serbskim miasteczku. Raša jest trzydziestolatkiem który mieszka z ojcem alkoholikiem i utrzymuje się z lekcji literatury i występów w miejscowym radiu. Ivan, obiecujący młody judoka w wyniku problemów ze zdrowiem psychicznym angażuje się w działania okultystyczne. Mila jest młodą, atrakcyjną i bardzo energiczną kobietą. Dule to typowy yuppie, działający w biznesie. Monotonię ich życia przerywa pojawienie się Igora, który od początku lat 90. mieszkał w brytyjskim Huddersfield i przyjeżdża po raz pierwszy do kraju. Przed Igorem wszyscy próbują opowiedzieć historię ostatniej dekady i odpowiedzieć na pytanie - jak to wszystko można było przetrwać?
Film był prezentowany na XIV Lecie Filmowym w Warszawie (lipiec 2008).

## Obsada
- Vojin Ćetković jako Dule
- Nebojša Glogovac jako Ivan
- Damjan Kecojević jako Igor
- Suzana Lukić jako Milica
- Miki Manojlović jako śpiewak
- Sanja Popović jako klawesynistka
- Jelisaveta Sablić jako matka
- Goran Šušljik jako Raša
- Josif Tatić jako Ojciec
- Sanja Popović
- Milan Tomić

## Nagrody
- Międzynarodowy Festiwal Młodego Filmu w Kijowie 2008
  - Nagroda dla najlepszego filmu fabularnego